# 毛利斉熙
毛利 斉熙（もうり なりひろ）は、江戸時代後期の大名。毛利氏24代当主。長州藩10代藩主。8代藩主・毛利治親の次男。
初名は熙成（）、憲熙（）、改名して斉熙。各諱に一貫して共通する「熙」の通字は祖先にあたる毛利煕元に由来するもので、「煕」または「熈」とも表記する。

## 経歴
天明3年（1783年）12月9日、江戸で生まれる。文化6年（1809年）、兄で先代藩主の毛利斉房の死去により跡を継ぐ。このときに斉房同様、11代将軍・徳川家斉より偏諱を授与され斉熙に改名し、従四位下・侍従に叙任した。聡明な藩主で、海防の強化や西洋軍備による軍備増強を行なった。
文政2年（1817年）に従四位・少将となる。併せて従弟で福原房純の養嗣子になっていた福原房昌（後の毛利斉元）を貰い返して婿養子にし、文政7年（1824年）2月27日に家督を譲って隠居した。幼い実子斉広をただちに世継とするのがためらわれた一方、一度福原家へ養子に出した斉元を呼び戻すからには、単に実子が成長するまでのつなぎの仮養子のままとどめて斉元の立場をないがしろにするわけにもいかなかった、という事情による。
しかし、隠居後も斉熙は村田清風の登用など、なおも藩政の実権は握り続けた。天保7年（1836年）5月14日、54歳で死去。墓所は東京都港区愛宕の青松院、山口県萩市椿の大照院。

## 系譜
- 父：毛利治親（1754年 - 1791年）
- 母：明善院 - 小泉氏
- 養父：毛利斉房（1782年 - 1809年）
- 正室：三津（1798年 - 1856年） - 法鏡院、池田治道長女
- 側室：真嶺院（志津・花ノ井）（? - 1838年） - 池上藤大夫娘
  - 長女：由美子（1804年 - 1838年） - 蓮容院、毛利斉元正室
  - 次男：毛利斉広（1814年 - 1837年） - 毛利斉元の養子
- 側室：豊 - 野中繁八娘
  - 長男：俊次郎（1812年 - 1812年）[6]
- 側室：玉温院（? - 1869年） - 金子繁平娘
  - 三男：毛利信順（1816年 - 1855年） - 子の順明は13代藩主毛利敬親の養子
  - 三女：万寿子（1818年 - 1885年） - 慈芳院、宗義章正室
  - 五女：八重姫（1820年 - 1900年） - 貞松院、毛利元蕃正室
  - 六女：美知子（1823年 - 1862年） - 天妙院、水野忠武正室、のち毛利元純正室
- 側室：須美（住崎・小梅）
  - 次女：多亀姫（1817年 - 1824年）
  - 四女：直姫（1819年 - 1821年）
- 養子
  - 男子：毛利斉元（1794年 - 1836年） - 毛利親著の長男

## 家臣

### 武鑑掲載の家臣
斉熙が隠居する直前の文政6年（1823年）に刊行された須原屋茂兵衛蔵版武鑑に掲載されている家臣は以下のとおり。なお刊行の都合により刊行年以前の内容が含まれている可能性がある。また、武鑑では諸藩で呼び名が違う役職名を標準化している場合があるので、実際の藩職名と相違する場合もある。 
一門八家、家老など
宍戸主計、毛利内匠、毛利本之助（毛利房晁か？）、毛利蔵主、毛利少輔三郎、毛利伊賀、益田丹後、福原豊前、清水長左衛門、堅田宇右衛門、児玉三郎右衛門、国司信濃、佐世六郎左衛門、井原大學
用人
江羽兵庫、福嶋九郎右衛門、三浦内左衛門、秋里治右衛門、福原三郎左衛門、久芳安積
側用人
揚井謙蔵、粟屋十右衛門、吉田六蔵、神村喜兵衛、南杢之助、内藤十郎兵衛、粟屋与一右衛門（城使兼務）、毛利丹宮、井上三郎兵衛、石津環、宮本八郎右衛門、宇野太兵衛、八木作左衛門、馬屋原伊兵衛、平川端
城使（他職兼任者除く）
井原幸兵衛、坂次郎右衛門

## 偏諱を受けた人物
注: 上記の通り、「熙」は「煕」または「熈」とも表記する。
憲熙時代（藩主就任前）
- 毛利煕和（のちの細川興昶）
- 毛利熙載（吉敷毛利家・毛利房直の養子）
- 毛利煕続（のちの水野忠篤）

いずれも斉熙の実弟で、他家に養子入りしたがいずれも家督を継ぐことなく早世している。
斉熙時代（藩主在任中）
- 毛利熙徳（熙孝）（阿川毛利家）
- 毛利熈頼（大野毛利家）
- 赤川熈斐（安芸熊谷氏）
- 熊谷熈経（安芸熊谷氏第23代当主、赤川熈斐の実弟）
- 宍道熈智（宍道伊豆、宍道氏）
- 根来煕行（根来上総の父）
- 福原熙賢（宇部領主福原家）